# Amphidrina sabulosa
Amphidrina sabulosa är en fjärilsart som beskrevs av Ludwig Carl Friedrich Graeser 1892. Amphidrina sabulosa ingår i släktet Amphidrina och familjen nattflyn. Inga underarter finns listade i Catalogue of Life.